# Allt y Ferin
Allt y Ferin är en fornborg i Wales. Det ligger i communityn Llanegwad i Carmarthenshire. Allt y Ferin ligger 68 meter över havet.